# Mantispa confluens
Mantispa confluens är en insektsart som beskrevs av Navás 1914. Mantispa confluens ingår i släktet Mantispa och familjen fångsländor. Inga underarter finns listade i Catalogue of Life.